# Criptòspora

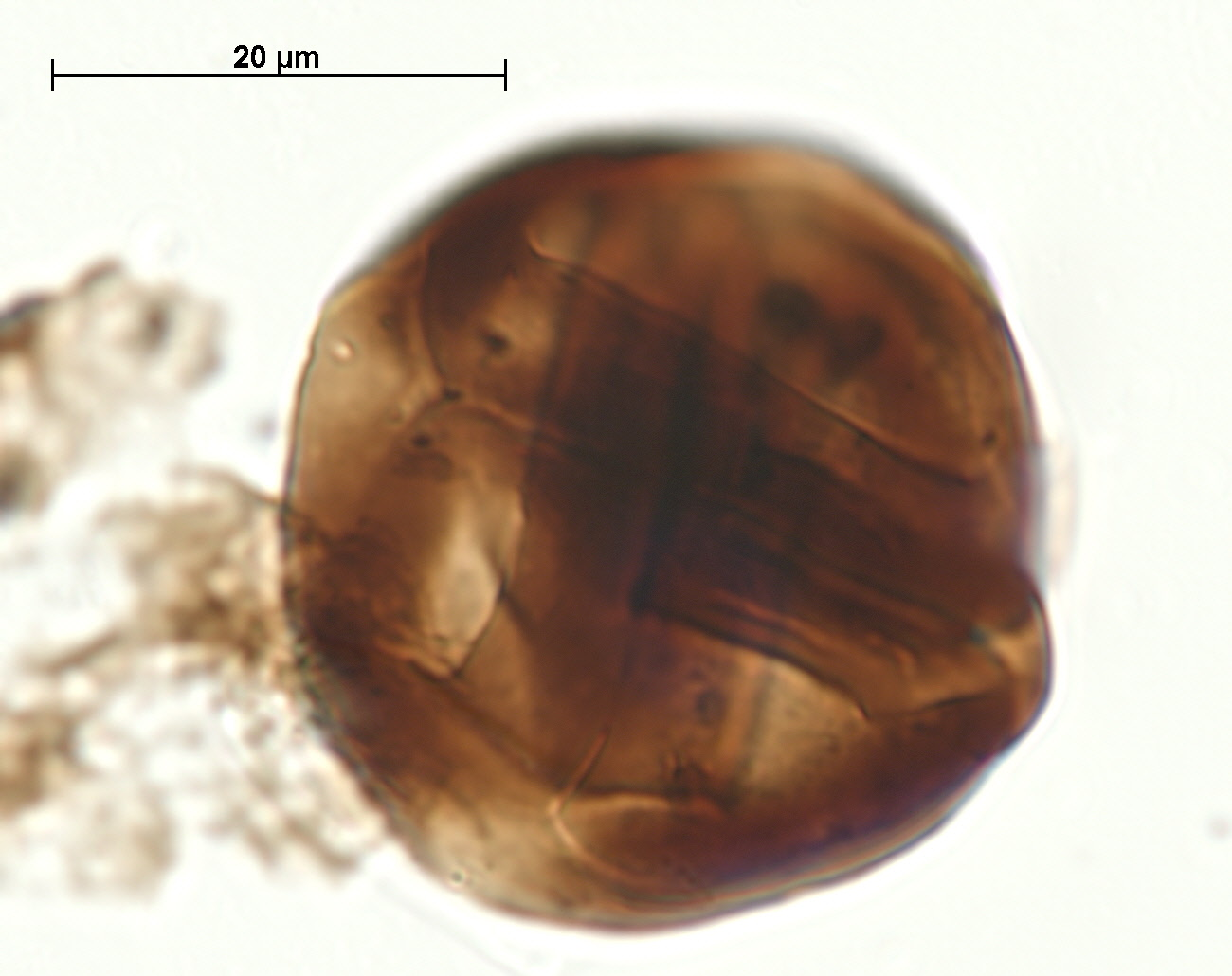
Tetrahedraletes medinensis.

Les criptòspores són espores fossilitzades de plantes primitives que apareixen en el registre fòssil des de l'Ordovicià tardà al principi del període Silurià. Normalment es troben proves de criptòspores de plantes terrestres en roques no marines i disminueix la seva abundància en allunyar-se de la línia de costa. Les parets de les criptòspores consten de fines làmines. Marchantiophyta es consideren les plantes terrestres més primitives i també tenen aquesta paret de l'espora. La composició química d'algunes d'aquestes espores és a base d'esporopol·lenina i tenen la mateixa composició química que les espores.